# Mimosa bimucronata
Acacia bimucronata é uma espécie de leguminosa do gênero Acacia, pertencente à família Fabaceae.

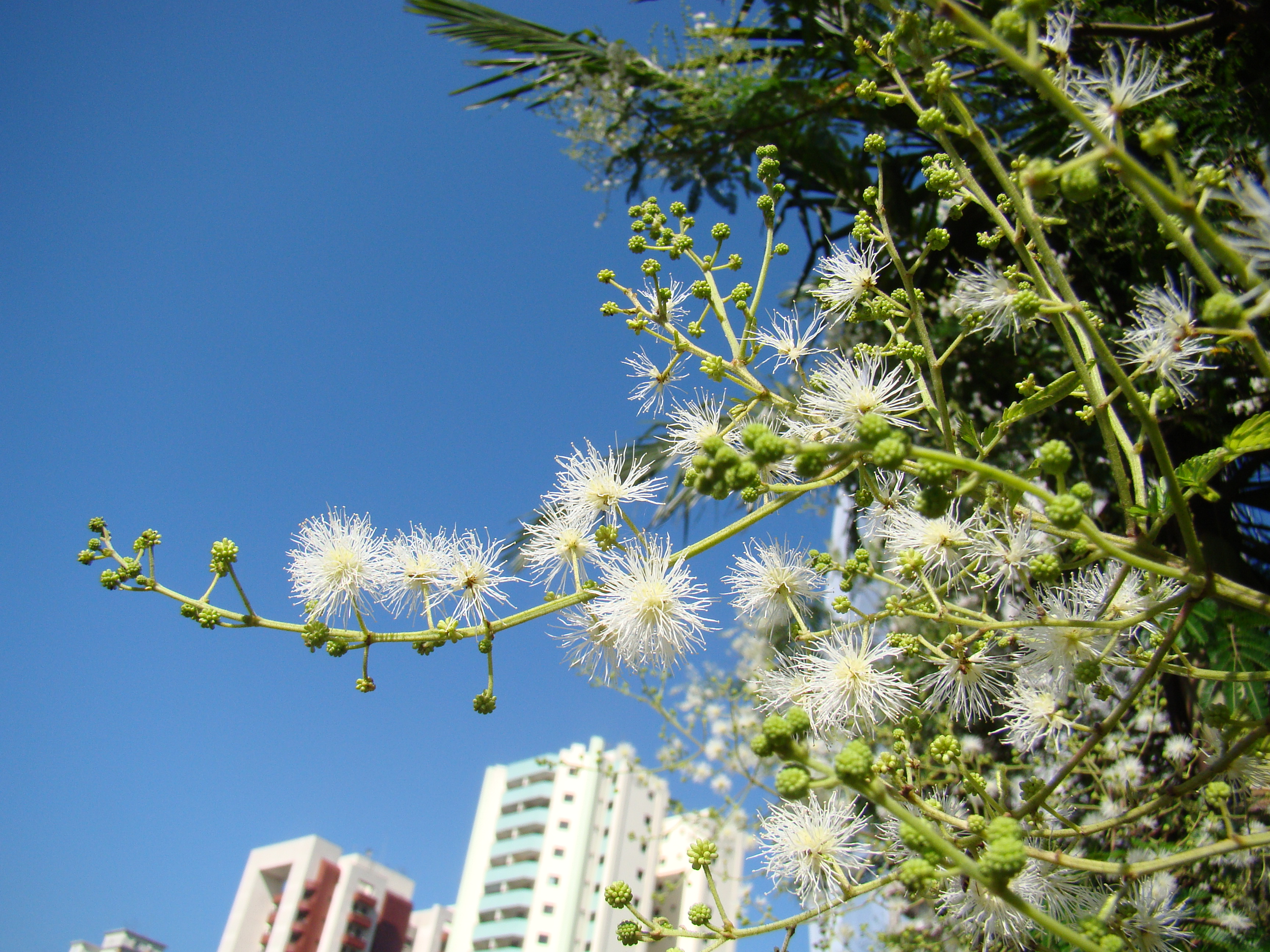
Flores de Mimosa bimucronata.